# Francis Xavier Sanguon Souvannasri
Francis Xavier Sanguon Souvannasri (ur. 1 grudnia 1909 w Saowapha, zm. 24 lipca 1983) – tajski duchowny rzymskokatolicki, wikariusz apostolski i biskup Chanthaburi.

## Biografia
9 lutego 1936 przyjął święcenia prezbiteriatu.
8 stycznia 1953 papież Pius XII mianował go wikariuszem apostolskim Chantaburi oraz biskupem tytularnym oenoandyjskim. 22 kwietnia 1953 w Bangkoku przyjął sakrę biskupią z rąk delegata apostolskiego w Indochinach abpa Johna Jarlatha Dooleya SSCME. Współkonsekratorami byli wikariusz apostolski Bangkoku Louis-August Chorin MEP oraz wikariusz apostolski Thare Claudius-Philippe Bayet MEP.
Jako ojciec soborowy wziął udział w soborze watykańskim II (z wyjątkiem drugiej sesji).
18 grudnia 1965 papież Paweł VI podniósł wikariat apostolski Chantaburi do rangi diecezji. Tym samym Sanguon Souvannasri został biskupem Chantaburi. 2 lipca 1969 wraz ze zmianą nazwy diecezji jego tytuł zmienił się na biskup Chanthaburi.
3 kwietnia 1970 zrezygnował z urzędu i przeszedł na emeryturę. Otrzymał wówczas biskupstwo tytularne Urci.